# Disocactus nelsonii subsp. hondurensis
A Disocactus nelsonii subsp. hondurensis egy epifita kaktusz, a Disocactus nelsonii alfaja.

## Elterjedése és élőhelye
Honduras, Comayagua, Kelet-Siguatepeque és Délnyugat-El Ricon hegyi esőerdeiben endemikus.

## Jellemzői
Teste mindössze 0,5 m hosszú, a főhajtások tőből elágaznak, az oldalágak a talaj felé hajlanak, a hajtások 50–60 mm szélesek, csak a tövük hengeres, a hajtás nagy része lapított. Virágszirmok 24 mm szélesek, a külső szirmok sárgás- bíborszínűek, a belsők lilák. A bibe és a porzók ciklámenszínűek.